# Ahmed Abdultaofik
Ahmed Abdultaofik (Jos, 25 aprile 1992) è un calciatore nigeriano, attaccante del Katsina Utd.

## Carriera
In carriera ha giocato 11 partite di qualificazione alle coppe europee, di cui 2 per la Champions League e 9 per l'Europa League.

## Palmarès

### Club

#### Competizioni nazionali
- Coppa di Lettonia: 2

Ventspils: 2010-2011, 2012-2013
- Campionato lettone: 3

Ventspils: 2011, 2013, 2014